# Ciclólisis

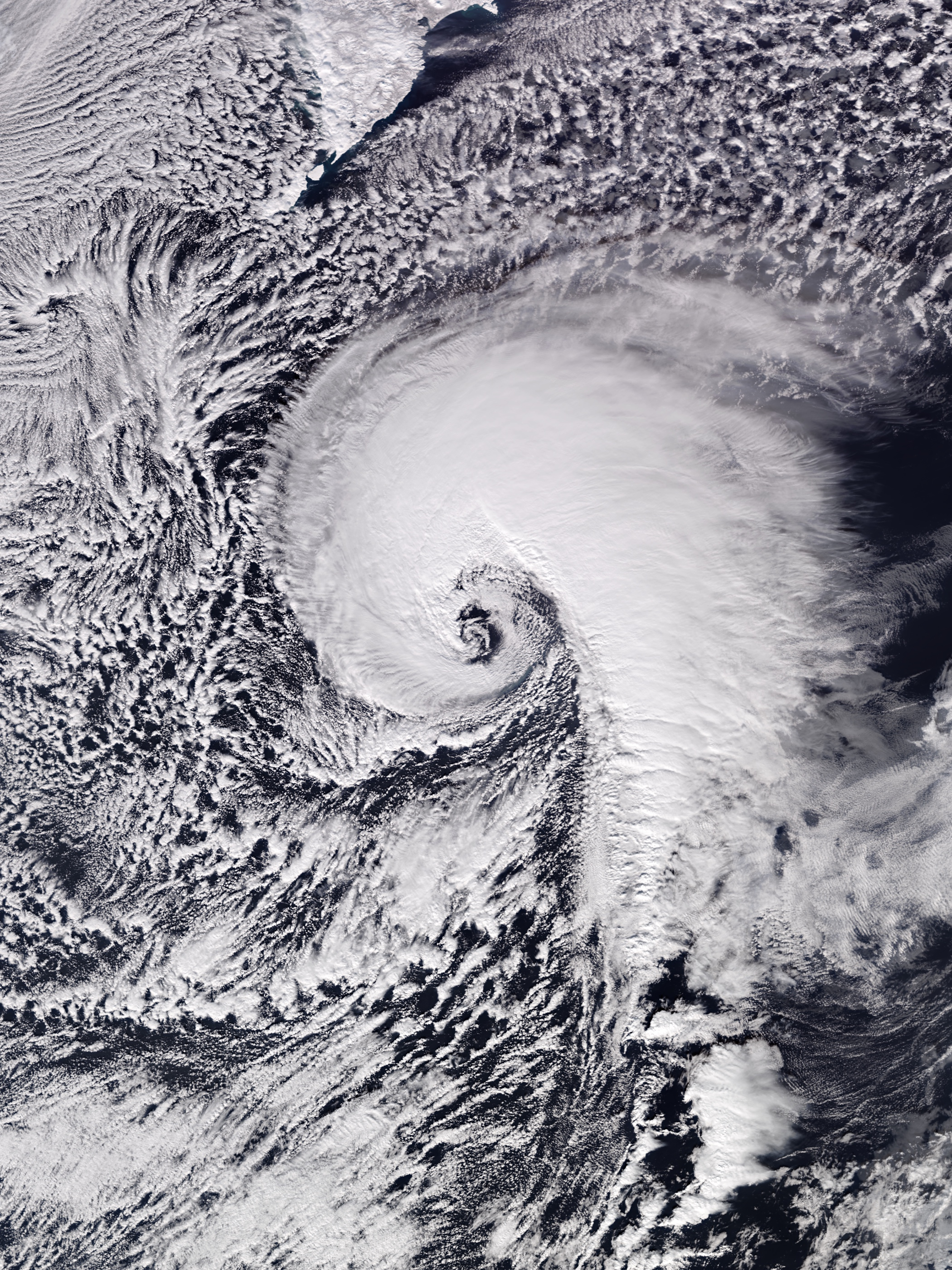
Un ciclón extratropical compacto que inicia el proceso de ciclólisis. Se disipó completamente en un día.

La ciclólisis es un proceso en el cual la circulación ciclónica se debilita y se deteriora. La ciclólisis es el proceso opuesto a la ciclogénesis.

## Ciclones extratropicales
Los ciclones extratropicales generalmente sufren ciclólisis luego de que se forma un frente ocluido, que priva de aire cálido al centro de baja presión del ciclón. Con el centro del ciclón rodeado de aire frío, la diferencia de temperatura o baroclinidad comienza a disminuir y la corriente en chorro persiste sobre las áreas más fuertes de baroclinidad que no están sobre el centro del ciclón, lo que hace que la corriente en chorro no pueda sostener el sistema. Esto suele provocar el debilitamiento y disipación del ciclón. Cuando un ciclón extratropical ha completado su ciclólisis, generalmente no está conectado a ningún frente meteorológico. Los ciclones extratropicales en el hemisferio norte tienden a sufrir ciclólisis sobre el noreste océano Atlántico, el noroeste de Europa, el golfo de Alaska, el noroeste del Pacífico, el noreste de Canadá, Rusia central o el Mediterráneo oriental.   En el hemisferio sur, la mayoría de los ciclones extratropicales comienzan a experimentar ciclólisis a partir de los 50°S en dirección al polo sur.

## Ciclones tropicales
Los ciclones tropicales a menudo sufren ciclólisis después de tocar tierra, especialmente si el terreno es montañoso, ya que se incrementa la fricción con el terreno. Su suministro de aire marítimo cálido y húmedo también se interrumpe cuando se desplaza sobre tierra. Sin embargo, el efecto océano marrón puede hacer que un ciclón tropical mantenga su fuerza o incluso se intensifique sobre la tierra. Un ciclón tropical también puede sufrir ciclólisis si se mueve sobre aguas más frías que 26,5 °C ya que esto provocará que pierda sus características tropicales y se convierta en un remanente de baja presión. Sin embargo, estos ciclones remanentes podrían persistir algunos días más. La cizalladura excesiva del viento también puede causar ciclólisis, ya que hace que la convección que impulsa al ciclón tropical se aleje del centro.

## Mesociclones
Los mesociclones son ciclones de mesoescala con aproximadamente 2 a 10 km de diámetro, localizados dentro de tormentas eléctricas severas. Las tormentas eléctricas que contienen mesociclones persistentes se les conoce como supercélulas o superceldas. Los mesociclones suelen experimentar ciclólisis cuando el frente de ráfaga de la tormenta bloquea la corriente ascendente, debilitando así la circulación ciclónica. En el caso de las supercélulas tornádicas (las que han producido un tornado), esto provoca que sus respectivos tornados se eleven del suelo y disipen. La tormenta en si también comienza a disiparse.